# Awan (Jerewan)
Awan (armenisch Ավան ‚Siedlung‘, häufig als Suffix -awan), andere Umschrift Avan, ist einer von zwölf Distrikten der armenischen Hauptstadt Jerewan. Das seit der vorchristlichen Zeit existierende Dorf auf einer Anhöhe am nordöstlichen Rand von Jerewan wurde Ende des 20. Jahrhunderts von Neubauvierteln der schnell expandierenden Stadt einverleibt. Aus dem Ende des 6. Jahrhunderts blieb die Ruine der ältesten Kirche im Stadtgebiet von Jerewan erhalten: Die Kathedrale von Awan (Tsiranawor) war eine der bedeutendsten strahlenförmigen Kuppelkirchen und namensgebend für den „Awan-Hripsime-Typ“, einen charakteristischen Stil der armenischen Sakralarchitektur. Damals war Awan Sitz eines pro-byzantinischen Gegenkatholikos, der nicht die in Armenien mehrheitliche armenisch-apostolische, sondern die chalcedonische Glaubensrichtung vertrat. Weitere sakrale Bauten aus frühchristlicher Zeit bis zum späten Mittelalter liegen inmitten eines Wohngebiets, das noch einen gewissen dörflichen Charakter bewahrt hat.

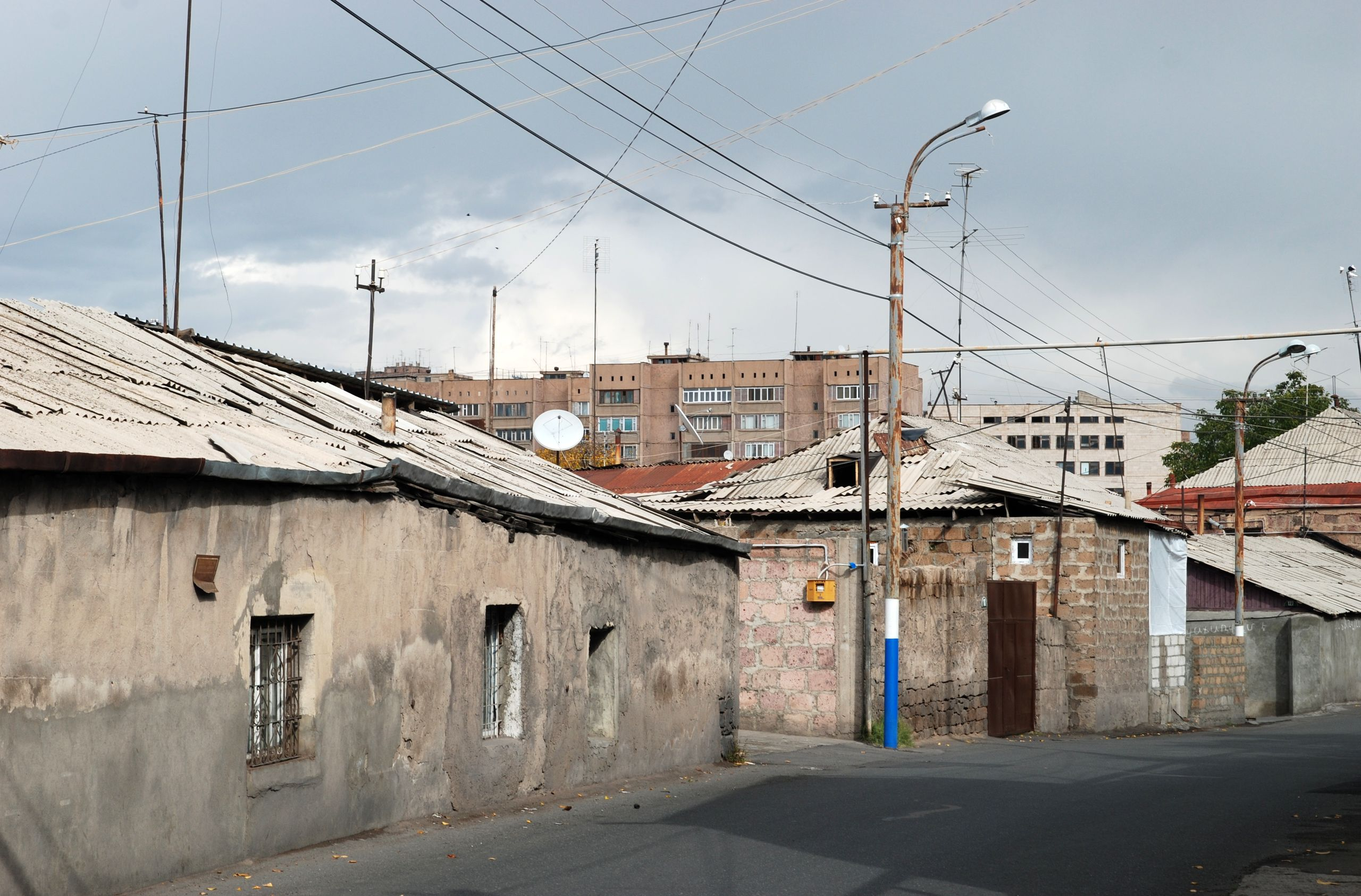
Dörfliche Wohngebiete sind von neuen städtischen Wohnblocks eingekreist.

## Lage
Der Verwaltungsdistrikt (armenisch թաղային համայնքները, „Nachbarschaftsgemeinschaft“) Awan grenzt an drei andere Jerewaner Distrikte: im Norden an Arabkir, im Westen an Kanaker-Sejtun und im Süden an Nor Nork. Im Osten bildet Awan die Grenze Jerewans zur Provinz Kotajk. Awan ist ein hügeliges Gebiet mit Höhen von im Mittel 1250 bis 1300 Metern und damit gut 150 Meter höher als das Stadtzentrum. Der Distrikt liegt innerhalb eines Dreiecks, das von der Schnellstraße M4, die das Zentrum nach Norden Richtung Sewansee verlässt und der ostwärts nach Garni führenden Straße gebildet wird. Die Westgrenze zu Kanaker-Sejtun wird teilweise von der Bahnlinie gebildet.

## Geschichte
In der zweiten Synode von Dvin 554/555 wurde beschlossen, die Selbständigkeit der monophysitischen armenischen Kirche gegenüber dem Nestorianismus hervorzuheben und dies durch den Neubau von Kirchen sichtbar zu machen. Große Kirchen entstanden an den Wirkungsorten christlicher Märtyrer, die gegen das Heidentum gekämpft hatten. Im Jahr 591 überließen die persischen Sassaniden das seit 428 von ihnen als Persarmenien verwaltete Gebiet dem Byzantinischen Reich. Als um diese Zeit die Kathedrale erbaut wurde, gab es einen Glaubensstreit zwischen Anhängern der altorientalischen Kirche, deren Glaubensgrundsätze später für die armenischen Christen allgemeinverbindlich wurden, und der byzantinischen, die Ergebnisse von Chalcedon anerkennenden Gruppe. Während der ostkirchliche Katholikos in der Hauptstadt Dvin residierte, ließ nach der christlichen Überlieferung, die sich auf den Geschichtsschreiber Sebeos des 7. Jahrhunderts beruft, der von Byzanz eingesetzte Katholikos Hovhannes Bagavanetsi (Antikatholikos) in Awan, das seinerzeit zum Territorium von Byzanz gehörte, die Kathedrale und einen angrenzenden Palast errichten. Er war von 590/591 im Amt und wurde von seinen persischen Gegnern bei der Eroberung des Gebiets 603 vertrieben. Der Katholikos starb 604. Andere Forscher gehen von einem früheren Baudatum 582–584 aus. Dann hätte Hovhannes eine bereits vollendete Kirche vorgefunden und zu seinem Amtssitz erklärt. Die noch frühere Datierung von Josef Strzygowski (1918) in die Amtszeit zwischen 557 und 574 eines anderen Hovhannes, auf den sich Sebeos bezogen haben soll, wird heute abgelehnt.
Eine ungewöhnliche, in armenischer und griechischer Sprache verfasste Inschrift aus dem 7. Jahrhundert, die sich ursprünglich an einer Außenfassade der Kathedrale befand, handelt mutmaßlich vom Übertritt des Katholikos Ezr zur byzantinischen Glaubensrichtung im Jahr 632. Mehrere Inschriften aus dem 13. Jahrhundert sind bekannt, die älteste aus dem Jahr 1219. Vor allem eine Inschrift des georgischen Königs David VIII. (reg. 1293–1311), deutet darauf hin, dass Awan weiterhin das Zentrum einer von der armenisch-apostolischen Kirche abtrünnigen Gemeinde war. In den Inschriften geht es um Stiftungen, wobei sich die Formulierung „Einheit des Gedankens“ auf die in Chalcedon definierte gleichermaßen göttliche und menschliche Natur Christi beziehen könnte. Zu einem unbekannten Zeitpunkt verfiel die Kirche, besonders durch ein Erdbeben 1679 wurde sie schwer beschädigt.
Als nach dem Generalplan des russisch-armenischen Architekten Alexander Tamanian zwischen 1924 und 1934 die alte Innenstadt Jerewans vollständig nach den modernen Anforderungen an eine Hauptstadt für die erwartete Einwohnerzahl von 150.000 bis 200.000 umgestaltet wurde, behielten die hiervon durch Grünland getrennten umliegenden Dörfer ihren ländlichen Charakter. Mitte der 1960er Jahre wurde mit dem Bau billiger sowjetischer Wohnblocks mit mehr als den vier oder fünf Stockwerken, die Tamanian zuvor festgelegt hatte, begonnen. Bereits in den 1980er Jahren hatte die Zahl der Einwohner eine Million erreicht. 2009 lag die Einwohnerzahl mit rund 1,2 Millionen ungefähr so hoch wie 1988, nachdem sie 1995 mit dem Ende des Bergkarabachkonflikts kurzfristig auf 3,45 Millionen angewachsen war. Die Folge dieser nicht eingeplanten Bevölkerungszunahme war in der sowjetischen Zeit die Erschließung von Vierteln mit gleichförmigen Wohnblocks, die seit dem Ende des 20. Jahrhunderts auch die dörflichen Wohngebiete von Awan erreicht und umschlossen haben.

## Ortsbild

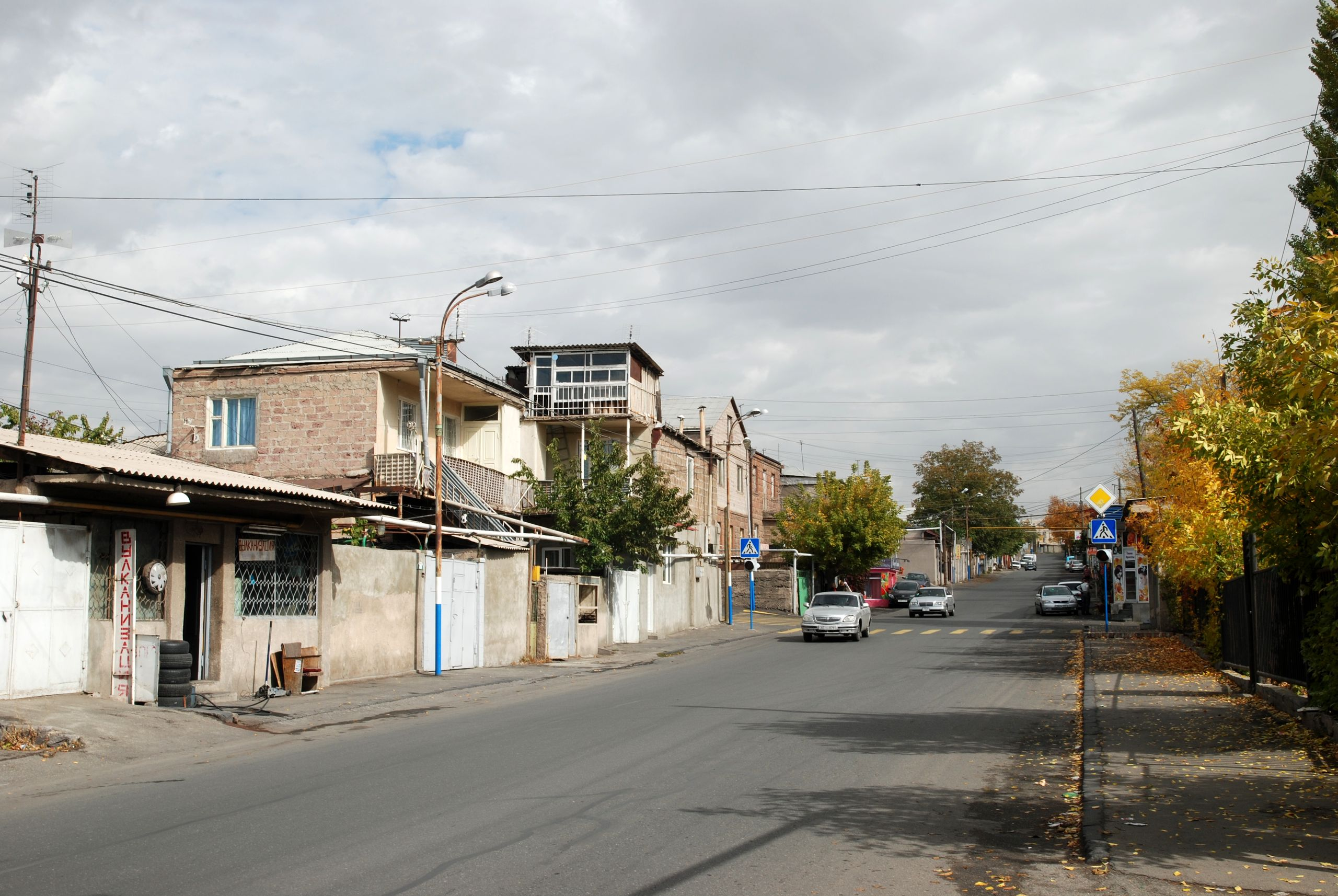
Marshal Khudiakov-Straße nach Nordosten

Bei der Volkszählung des Jahres 2001 wurde die offizielle Einwohnerzahl des Distrikts mit 50.118 angegeben. Im Januar 2012 lebten laut der amtlichen Statistik 51.000 Einwohner in Awan. Die Fläche des Distrikts beträgt 8,37 Quadratkilometer. Bürgermeister von Awan ist Manvel Javadyan.
Der Distrikt Awan wird unterteilt in die Gemeinden Avan-Arinj (im Norden), Narekaci (östlich hiervon), Hovhannisyan (südlich von letzterem), Aghi Hanq und Avan (Ostzipfel) sowie in die Wohneinheiten Isahakyan und Tumanyan. Es gibt noch weitere Gebietsbezeichnungen. Die direkte Route vom Zentrum führt am Botanischen Garten von Jerewan vorbei, der den südwestlichen Teil des Distrikts bildet. Dort biegt von der Acharyan-Straße die Marshal Khudiakov-Straße in nordöstlicher Richtung ab, die stetig ansteigend nach gut einem Kilometer das dörfliche Wohngebiet Awan Arinj erreicht. Dessen Zentrum ist ein Friedhof mit einigen alten Grabsteinen und einem Denkmal für den Zweiten Weltkrieg.
Die von der Kreuzung am Denkmal 300 Meter entfernte Ruine der Kathedrale ist über eine kurvige Gasse erreichbar, die links hinunter abzweigt. Die Ruinen von zwei kleinen frühchristlichen Sakralbauten, der Johanneskapelle (Surb Hovhannes) und der Muttergotteskapelle (Surb Astvatsatsin), liegen vom Friedhof 500 Meter weiter auf der Marshal Khudiakov-Straße, an der vierten Gasse rechts, noch 200 Meter links haltend und schließlich einem Fußpfad folgend versteckt zwischen Häusern und Kleingärten. Alternativ sind sie ab dem oberen Ende des Friedhofs entlang einer breiten Straße nach Osten von oben zu erreichen. Durch einen noch nicht überbauten Streifen Grasland ist hier die alte Siedlung mit zweigeschossigen Einfamilienhäusern innerhalb ummauerter Gärten von einem Neubauviertel mit großen Wohnblocks getrennt, die nach der Jahrtausendwende entstanden sind.

## Kathedrale

### Herkunft

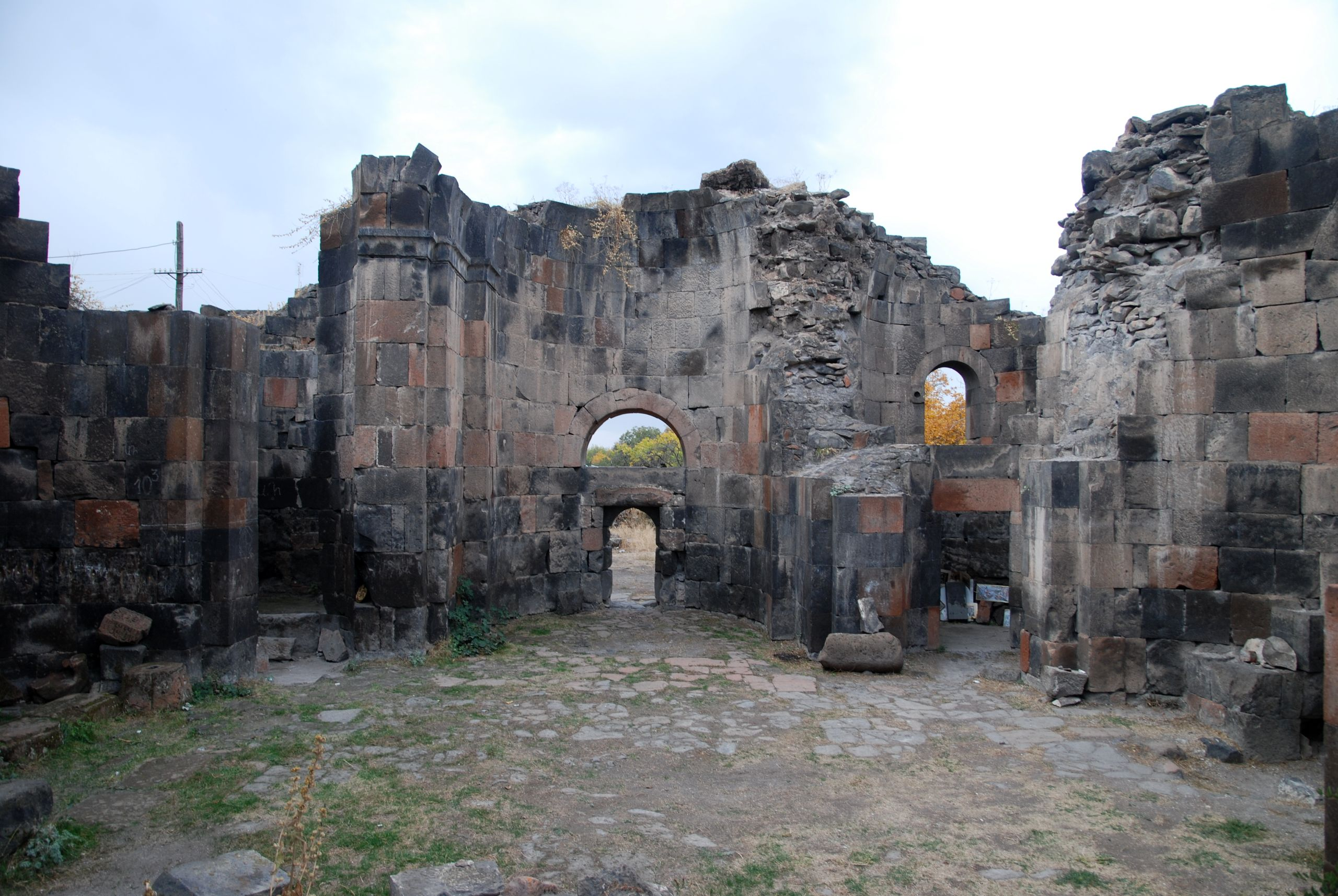
Ehemaliger Kirchensaal mit Zugang durch die Westkonche. Die am besten erhaltene nordwestliche Ecknische dient als Andachtsraum.

Die Kathedrale (Katoghike) Sankt Johannes (Surb Hovanes), im Volksmund Tsiranawor („aprikosenfarben“), gilt als die älteste Zentralkuppelkirche mit vier Konchen und Ecknischen innerhalb eines rechteckigen Baukörpers. Vorbilder der armenischen Zentralbauten sind mit einer gewissen Wahrscheinlichkeit in Syrien und Mesopotamien zu finden. Genannt werden die Tetrakonchen-Anlagen von Seleucia Pieria (Mitte 6. Jahrhundert) oder Resafa (Anfang 6. Jahrhundert). Bereits die ältesten armenischen Zentralbauten des 5. Jahrhunderts kennzeichnet eine quadratische Struktur, die von einer Kuppel mit einem dazwischen geschalteten zylindrischen Tambour überdeckt ist. Die Erweiterung dieser Grundform erfolgte durch halbrunde Konchen an jeder der vier Seiten, wodurch sich der Innenraum vergrößert und die Schubkräfte der Kuppel besser seitwärts abgeleitet werden können.
Für den statischen Unterbau der Kuppel kommen drei in Armenien parallel angewandte konstruktive Möglichkeiten in Betracht: Beim ältesten erhaltenen Tetrakonchos in Armenien, dem Neubau der Kathedrale von Etschmiadsin (Etschmiadsin II) um 485, ruht die Kuppel auf vier frei stehenden Mittelpfeilern. Nur die völlig zerstörte Kathedrale von Bagaran aus den 630er Jahren entsprach diesem Typ, der ansonsten nicht weiterverfolgt wurde. Daneben entstanden im 7. Jahrhundert kleinere kreuzförmige Zentralbauten, häufig mit drei Konchen wie Lmbatavank, die Muttergotteskirche von Talin oder die Kamravor-Kirche von Aschtarak, deren Tambour und Kuppel von den inneren Wandecken getragen wird. Auf der dritten Möglichkeit basiert die Johanneskirche von Mastara. Ihre weitaus größere Kuppel überspannt den gesamten quadratischen Innenraum bis zu den Mitten der Außenwände. Sie stellt den Ausgangspunkt für eine als „Mastara-Typ“ bezeichnete Gruppe von Zentralbauten dar. Unabhängig von der zeitlichen Abfolge, die nicht genau festgestellt werden kann, weist die Muttergotteskirche (Surb Astvatsatsin) von Voskepar (aserbaidschanisch Əskipara) aus dem 7. Jahrhundert an der Grenze der Provinz Tawusch zu Aserbaidschan gegenüber der Kirche von Mastara einige ungünstige Veränderungen auf. Die vier Konchen und die beiden östlichen Nebenräume sind zu einem Rechteck verlängert, wodurch die Form zergliedert und unsicherer gemacht wird. Vor diesem Hintergrund erscheint die Entwicklung des Awan-Hripsime-Typs konsequent. Tatsächlich entstanden die meist nur anhand von Stilmerkmalen zeitlich einzuordnenden Kirchen nicht zwangsläufig gemäß einer idealisierten Entwicklung von einfacheren (also Tetrakonchen ohne Ecknischen) zu komplexeren Formen (mit Ecknischen).
Der Awan-Hripsime-Typ, an dessen Ausgangspunkt die Kathedrale von Awan gesehen wird, bedeutet gegenüber dem Mastara-Typ eine Vergrößerung und durch die Eckverstrebungen eine statische Verbesserung. Der Tetrakonchos mit der Kuppel über den inneren Wandecken ist bei diesem Typ nicht nur im Osten, sondern an allen Seiten von rechteckigen Außenwänden ummantelt. So entstand der Tetrakonchos mit vier Ecknischen, den Josef Strzygowski 1918 zu den „strahlenförmigen Kuppelbauten“ zählte. Das andere namensgebende Gebäude dieses Typs ist die Hripsime-Kirche von Etschmiadsin. Variationen beider Kirchen sind in unterschiedlichen Größen bekannt, etwa die um 691 fertiggestellte Johanneskirche in Sissian und die Georgskirche von Garnahovit nordöstlich von Mastara in der Provinz Aragazotn.
Mögliche Vorläufer des Awan-Hripsime-Typs werden außerhalb Armeniens in Transkaukasien gesucht. In Georgien kommt als frühestes Beispiel die Kathedrale von Ninozminda aus dem 6. Jahrhundert in Frage, ein nicht ummantelter Tetrakonchos mit halbrund aus den Ecken vortretenden Nebenräumen. Im Dorf Moxrenis (Mochrenis, aserbaidschanisch Susanlıq) im von der Republik Arzach (ehemals Bergkarabach) kontrollierten Rayon Xocavənd besitzt diese Form die Kirche Okhte Dernin Vank (Okht-Drne-Kloster), deren aufrecht stehender Wandrest sich nur vage in das 5. oder 6. Jahrhundert einzuordnen ist. Allgemein sind georgische Tetrakonchen mit Ecknischen außen polygonal und lassen die Raumeinteilung an der Außenwand erkennen, so beispielsweise die Sioni-Kirche von Ateni aus dem 7. Jahrhundert und die Klosterkirche Dschwari bei Mzcheta um 590–605. Die allgemein in der Gestaltung zurückhaltenderen armenischen Kirchen zeigen meist nur durch in die Außenwand eingeschnittene Dreiecksnischen die Lage der Konchen.

### Bauform

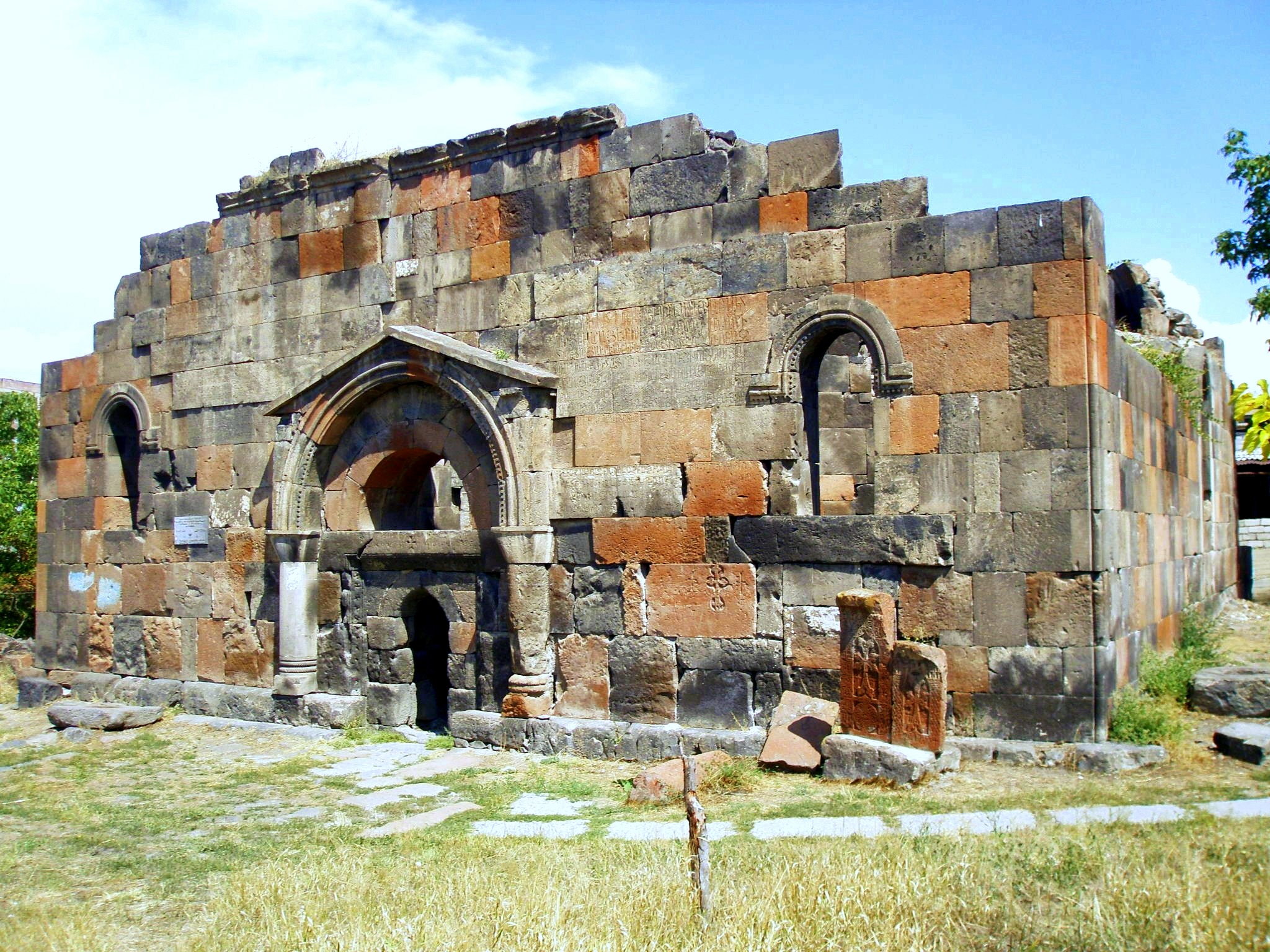
Westfassade mit Portal

Der rekonstruierte Grundriss der ehemaligen Kirche bildet ein Rechteck mit den Außenmaßen von etwa 15 × 18 Metern. In Ost-West-Hauptrichtung ist die Kirche im Innern 15,6 Meter lang. Die gegenüber der Querrichtung etwas größere Länge ergibt sich durch kurze tonnenüberwölbte Verbindungsglieder, die zwischen den Konchen im Osten und Westen und dem zentralen Kirchenraum dazwischengeschaltet sind, jedoch im Norden und Süden fehlen. Alle vier Konchen sind hufeisenförmig und gehen symmetrisch vom quadratischen Zentralraum aus. In den vier Ecken dienen kleine, einen Dreiviertelkreis bildenden Nischen als Zugänge zu den kreisrunden Eckräumen. Die Durchgangsräume haben einen Durchmesser von 2,2 Metern, die Eckräume von etwa 3,4 Metern. Durch diese Raumergänzungen in den Diagonalen entsteht ein strahlenförmiger Grundriss, dessen Komplexität vollständig von den massiven geraden Außenwänden verdeckt wird.
Die verschwundene obere Zone des Gebäudes wurde von einem 8,41 Meter großen zentralen Mauerquadrat getragen. Aus Trümmerresten lässt sich rekonstruieren, dass der Übergang vom Quadrat zum Grundkreis der Kuppel durch acht Trichternischen in den Ecken zwischen den Konchenbögen und den Bögen der Seitenräume gebildet wurde. Diese unregelmäßigen dreieckigen Gewölbeflächen stellten die ersten bekannten Vorformen von Pendentifs in Armenien dar, die später allgemein an die Stelle der älteren Trompen traten. Die vier Eckräume waren ebenfalls von Kuppeln überwölbt, deren Höhe unbekannt ist. Entweder waren es Halbkugeln, die direkt über den Eckräumen lagen oder – wie Toros Toramanjan Anfang des 20. Jahrhunderts meinte – mittels durchfensterter Tamboure betont wurden, wodurch sich ein Kuppelbau mit Quincunx-Anordnung ergeben hätte.
Die Kirche wurde an der Westseite durch ein breites Portal betreten, dessen monumentale Giebelumrahmung eine einfachere Ausführung der Portale an der Basilika von Jereruk aus dem 5./6. Jahrhundert (nahe der türkischen Grenze gegenüber von Ani) darstellt. Zwei vor der Wand stehende Säulen mit kubischen Kapitellen tragen einen 1,76 Meter hohen Rundbogen mit einem Wulstprofil und Zahnschnitt, der von einem Satteldach abgeschlossen wird. Darunter bilden zwei Steinreihen einen Rundbogen, der den Türsturz über einer wesentlich kleineren Rundbogentür entlastet. Die rechteckige Umrahmung der in späterer Zeit verkleinerten Tür ist mit Längsrillen und Kreisen ornamentiert, wie es auch bei anderen Kirchen aus dem 7. Jahrhundert vorkommt. Die hufeisenförmigen Bogenfriese über den Fenstern beginnen seitlich eine Steinreihe unter dem Bogenansatz und umschließen direkt den Fensterausschnitt. Die Wandecken werden durch die an späteren armenischen Kirchen weit verbreiteten Dreiviertelstäbe gestaltet. In der Mitte der Westfassade blieb ein Abschnitt des Kranzgesimses mit einer profilierten Hohlkehle, deren Formgebung aus der griechischen Antike stammt, erhalten. Im Innern zeigt eine Pfeilerbasis das alttestamentliche Motiv von Daniel in der Löwengrube, wie es seit dem 4. Jahrhundert in der frühchristlichen armenischen Kunst vorkommt. Die Löwen sind mit dem Kopf nach unten neben dem Propheten Daniel dargestellt

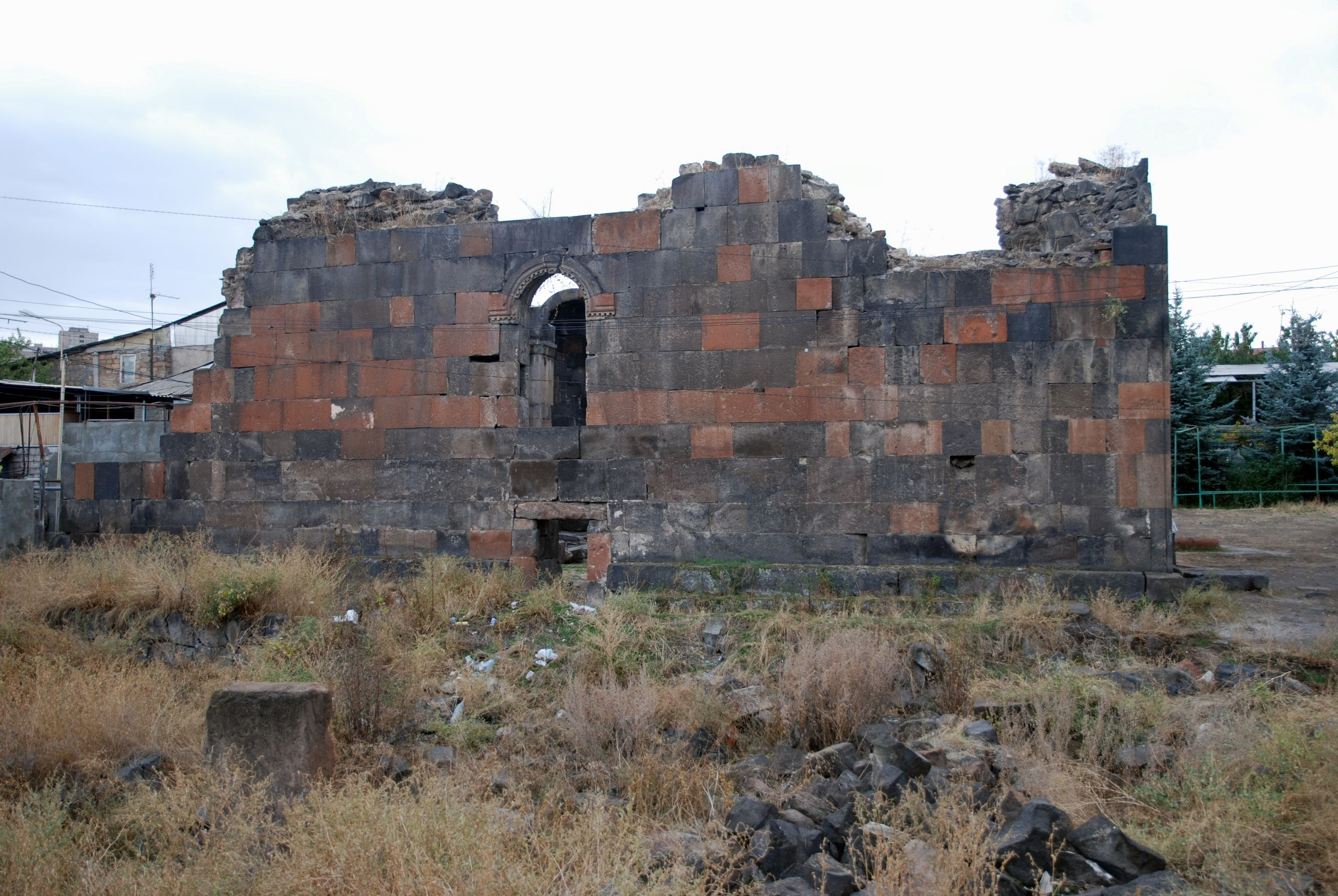
Nordseite mit Mauersteinen des Katholikos-Palastes im Vordergrund

1941 und 1965–1966 wurden die verbliebenen Wandreste aus dem Trümmerhaufen freigelegt. Dabei kamen zahlreiche Reliefsteine zum Vorschein, die offensichtlich früheren, bis in die griechische Zeit zurückreichenden Bauphasen angehören. 1968 wurden große Teile der Westwand und einige in den Innenraum vorkragende Wandabschnitte restauriert, so dass der ursprüngliche Grundplan erkennbar ist.
Die am besten erhaltene Nordwestkonche wird heute von der lokalen Bevölkerung als Andachtsnische verehrt. Zum alten Volksglauben gehören Steinchen, die an der Innenwand der Südkonche gerieben werden und dort wundersamerweise haften bleiben. Auf dem Platz vor der Kirchenruine finden christliche Jahresfeste statt.
Ein mit Gras überwachsenes Ruinenfeld im Norden der Kirche verweist auf die Stelle, an welcher der Palast des Katholikos stand. Er scheint im Vergleich zu den Ruinen anderer Paläste des 7. Jahrhunderts in Arutsch, Swartnoz und Dvin bescheidener gewesen zu sein und bestand aus einem zentralen Raum mit einigen angrenzenden Kammern. Der Palast war über einen Verbindungsgang durch die kleine Tür in der Nordkonche zugänglich.

## Weitere historische Bauwerke

### Muttergotteskapelle

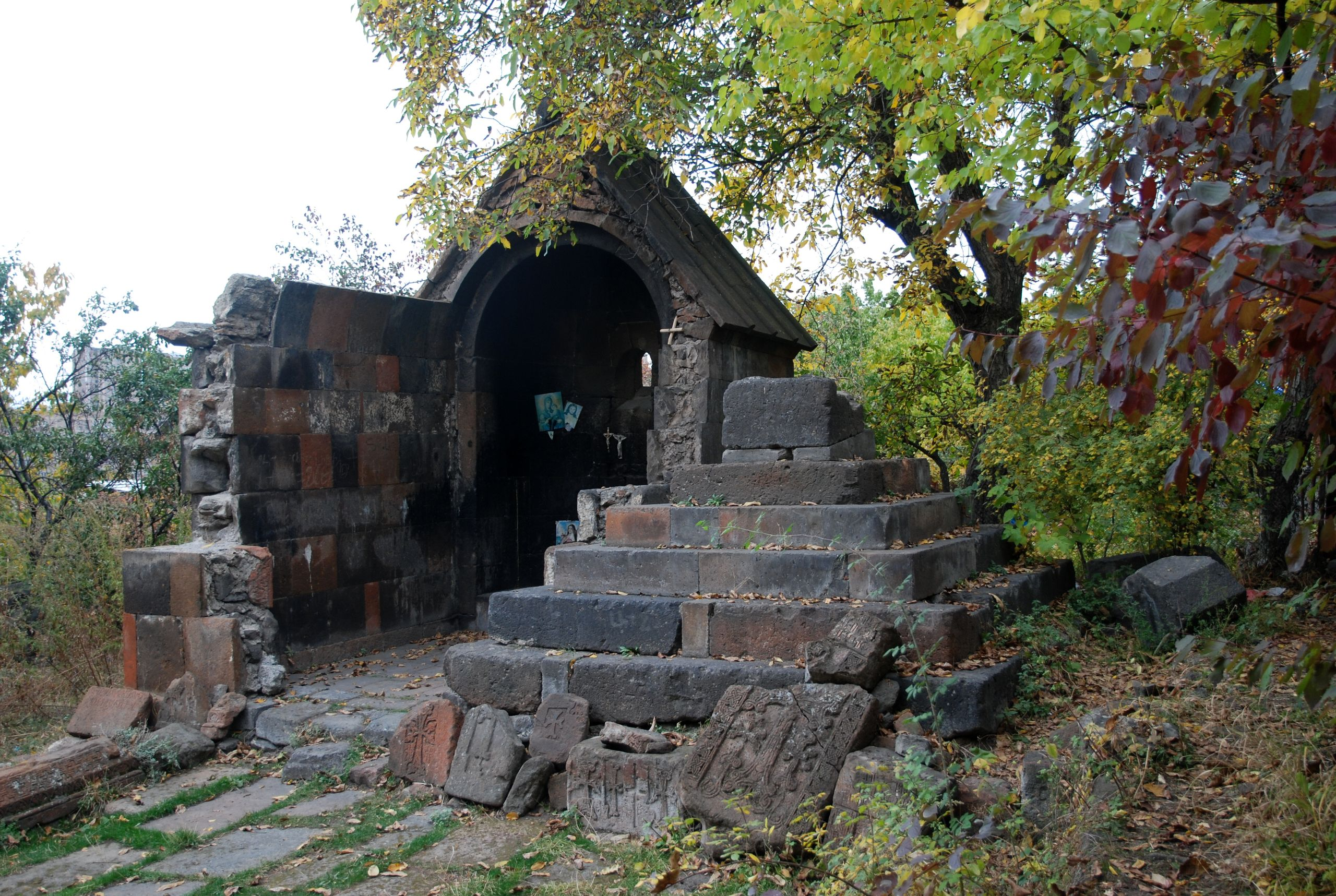
Muttergotteskapelle und Säulensockel von Südwesten

Die in einem Gartengrundstück zwischen Büschen verborgene Muttergotteskapelle (Surb Astvatsatsin) besteht aus einem von einem Tonnengewölbe abgeschlossenen Altarraum mit einer leicht erhöhten Rundapsis. Die Hälfte der Südwand und der Westgiebel mit der Eingangstür sind verschwunden, der Ostteil ist mit einem steilen Satteldach aus Steinplatten gedeckt. Der ursprüngliche Bau soll im 5. Jahrhundert auf älteren Strukturen errichtet worden sein, die erhaltenen Reste sind das Ergebnis wiederholter Neubauten und Restaurierungen.
An der Südwestecke der Kapelle stand auf einem fünfstufigen quadratischen Sockel ein Steinwürfel und auf diesem eine vermutlich aus frühchristlicher Zeit stammende oktogonale Säule, die einst von einem Kapitell bekrönt war. 1973 wurde die Säule wiederaufgerichtet, spätestens seit 2007 liegen die Trümmer der umgekippten Säule zusammen mit den Bruchstücken alter Chatschkare auf dem Boden.

### Johanneskapelle

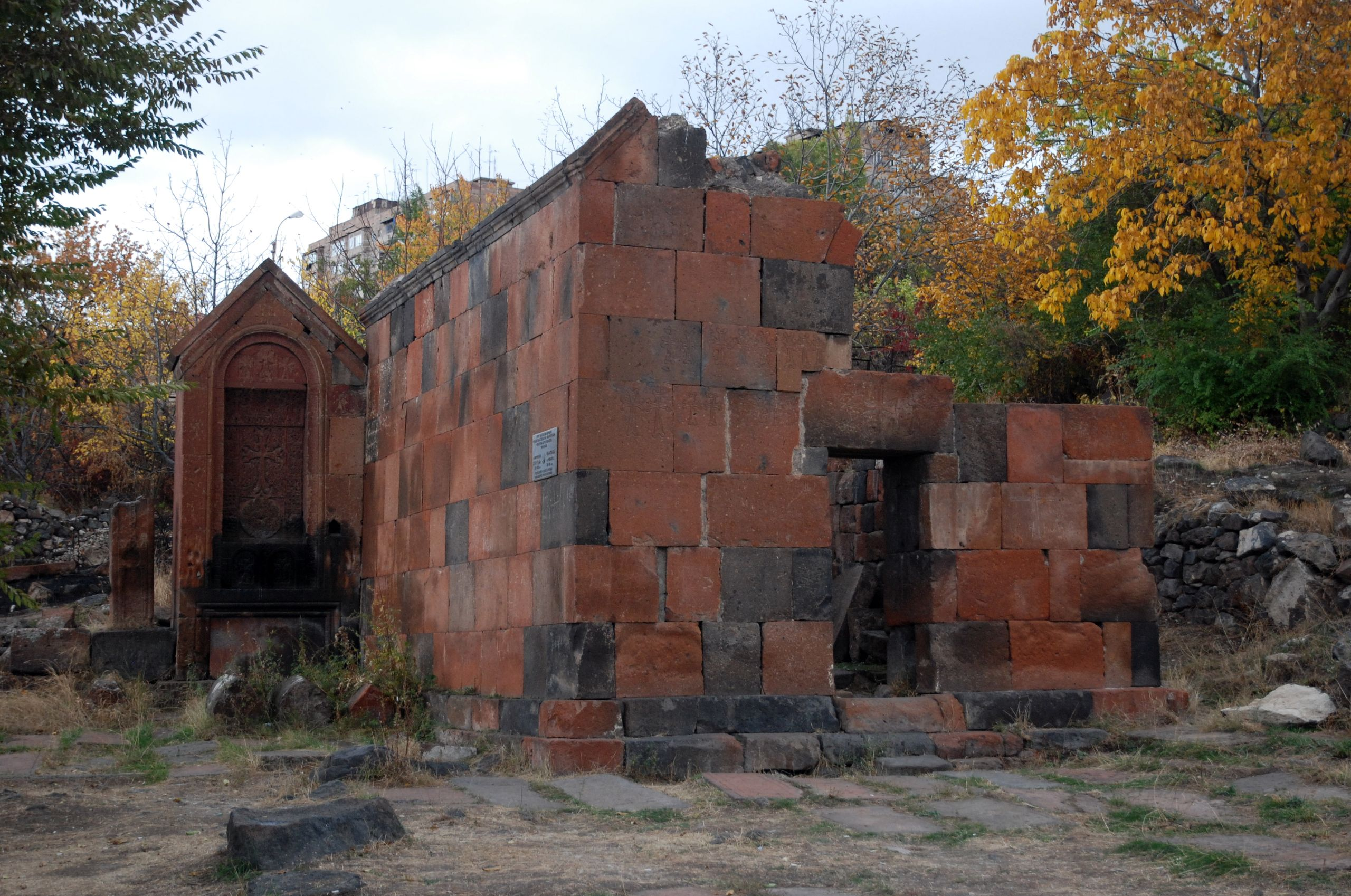
Johanneskapelle mit angebautem Chatschkar-Monument von Westen

Etwa 100 Meter oberhalb der Muttergotteskapelle blieb die Ruine der ebenfalls in frühchristlicher Zeit begonnenen Johanneskapelle (Surb Hovhannes) erhalten. Der einschiffige Bau auf einem Sockel, von dem zwei Stufen das heutige Bodenniveau überragen, erinnert in seiner Form an einen älteren heidnischen Tempel. Der Türsturz über dem Eingang im Westen trägt mehrere Kreuzreliefs. Die Rundapsis am Ostende des langrechteckigen Raums ist durch ein hohes Bema (Podest) abgegrenzt, das über eine vierstufige Treppe bestiegen wird. Die Sichtseite des Bema ziert über die gesamte Breite ein umrandetes Relief, in dessen Mitte zwei symmetrisch voneinander wegfliegende Vögel zu sehen sind. Das Relief ist inschriftlich 1271 datiert. Der Türsturz dürfte vor dem 7. Jahrhundert gestaltet worden sein und auf ein entsprechend hohes Alter eines hiesigen Sakralbaus verweisen. In die Nordwand ist neben dem Bema die übliche Taufnische eingelassen.
Bei einem Erdbeben 1679 stürzte das Gebäude ein. Restauriert wurden die massiven zweischaligen Außenwände aus rosa und dunkelgrauem Tuff, die an der Nordseite bis zum Ansatz des Gewölbebogens aufrecht stehen, wo an beiden Ecken Reste des steilen Dachgiebels erkennbar sind. An die Nordwestecke wurde ein 1297 datiertes Chatschkar-Monument angebaut, das aus einem Kreuzsteinrelief in einer halbrund abgeschlossenen Wandnische besteht.

### Basilika

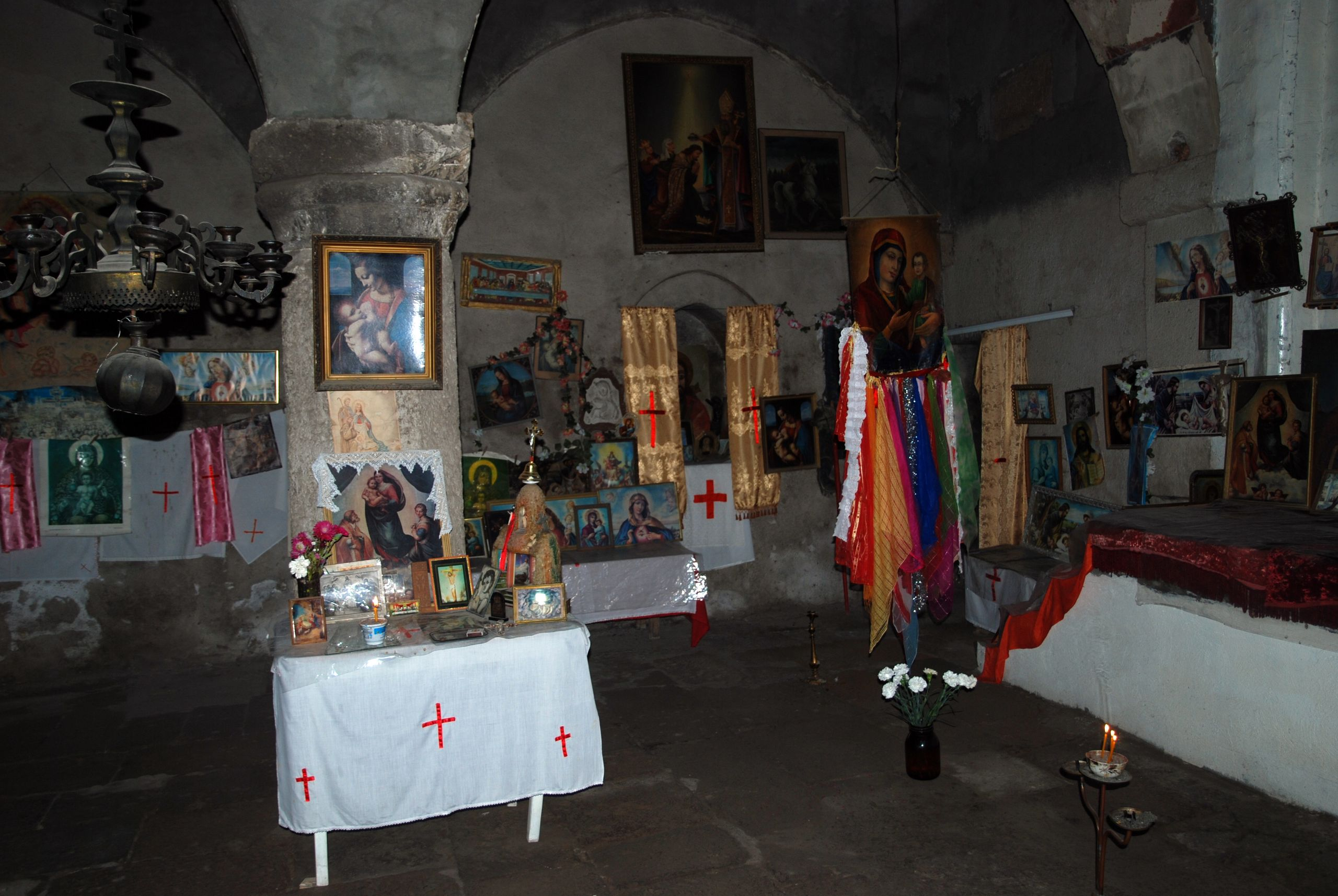
Ungewöhnliche Ansammlung von Kultobjekten in einer dörflichen Basilika

In einem dichten Wohnviertel in der Nähe der Kathedrale steht eine der Muttergottes gewidmete dreischiffige Basilika, die provisorisch mit einem flach geneigten Satteldach aus Wellblech gedeckt ist. Die drei tonnenüberwölbten Schiffe werden von zwei oktogonalen Säulen in jeder Reihe getragen, die durch Rundbögen miteinander verbunden sind. Das Gebäude ähnelt den seit dem 17. Jahrhundert im Süden Armeniens auf dem Land errichteten, archaisch wirkenden Basiliken. Die Wände sind innen und außen verputzt. Die beiden Eingänge befinden sich an der Süd- und der Westseite.
Der Innenraum ist dunkel und erhält nur durch zwei winzige Fenster im Osten und Westen etwas Licht. Die Kirche verfügt über eine der armenischen Volksfrömmigkeit zuzurechnende überreiche Ausstattung an Kultobjekten.